# アンドレ・スクラブ
アンドレ・ダレル・スクラブ（Andre Darrell Scrubb ,1995年1月13日 - ）はアメリカ合衆国ノースカロライナ州フォートブラッグ出身のプロ野球選手（投手）。右投右打。アトランティックリーグのサザンメリーランド・ブルークラブス所属。

## 経歴

### ドジャース傘下時代
2016年のMLBドラフト8巡目（全体251位）でロサンゼルス・ドジャースから指名されてプロ入り。プロ入り後はアリゾナリーグ・ドジャースでプロデビューを果たした。この年は10試合に登板して2勝1敗、防御率2.13の成績を残した。
2017年はA級のグレートレイクス・ルーンズでプレーした。6勝2敗、防御率1.74を記録した。
2018年は開幕をA級で迎え、ミッドウェストリーグのオールスターに選ばれた。6月にA+級のランチョクカモンガ・クエークスに昇格し、8月にAA級のタルサ・ドリラーズに昇格した。3チームの合計で38試合に登板し、7勝2敗、防御率2.86を記録した。
2019年は開幕をAA級で迎え、テキサスリーグのオールスターに選ばれた。

### アストロズ時代
2019年7月25日にタイラー・ホワイトとのトレードでヒューストン・アストロズに移籍した。移籍後はAA級のコーパスクリスティ・フックスでプレーした。この年は2チームの合計で6勝1敗、防御率2.78を記録した。
2020年7月28日にジョー・ビアジーニの故障者リスト入りに伴い、メジャーに昇格した。その日のロサンゼルス・ドジャース戦でメジャーデビューを果たした。この年はメジャーで20試合に登板し、1勝0敗、防御率1.90の成績を残した。また、この年はポストシーズンのロースターにも入り、ディビジョンシリーズとチャンピオンシップシリーズに登板した。
2021年は開幕をメジャーで迎えた。8月10日に右肩の痛みで60日間の負傷者リストに入った。11月30日にDFAになり、AAA級のシュガーランド・スペースカウボーイズに配属された。
2022年は故障のためメジャーでの出場はなく、マイナーでもA級ファイエットビル・ウッドペッカーズで5試合登板したにとどまった。オフの11月10日にFAとなった。

### 独立リーグ時代
2023年は、3月に開催された第5回WBCのイギリス代表に選出された。4月6日にアメリカ独立リーグ・アトランティックリーグのサザンメリーランド・ブルークラブスと契約した。

## 詳細情報

### 年度別投手成績
| 年 度    | 球 団    | 登 板 | 先 発 | 完 投 | 完 封 | 無 四 球 | 勝 利 | 敗 戦 | セ 丨 ブ | ホ 丨 ル ド | 勝 率 | 打 者 | 投 球 回 | 被 安 打 | 被 本 塁 打 | 与 四 球 | 敬 遠 | 与 死 球 | 奪 三 振 | 暴 投 | ボ 丨 ク | 失 点 | 自 責 点 | 防 御 率 | W H I P |
| -------- | -------- | ----- | ----- | ----- | ----- | -------- | ----- | ----- | -------- | ----------- | ----- | ----- | -------- | -------- | ----------- | -------- | ----- | -------- | -------- | ----- | -------- | ----- | -------- | -------- | ------- |
| 2020     | HOU      | 20    | 0     | 0     | 0     | 0        | 1     | 0     | 1        | 2           | 1.000 | 102   | 23.2     | 15       | 1           | 20       | 1     | 0        | 24       | 1     | 0        | 5     | 5        | 1.90     | 1.48    |
| 2021     | HOU      | 18    | 0     | 0     | 0     | 0        | 1     | 1     | 0        | 2           | .500  | 86    | 19.2     | 15       | 5           | 14       | 0     | 0        | 21       | 2     | 0        | 11    | 11       | 5.03     | 1.48    |
| MLB：2年 | MLB：2年 | 38    | 0     | 0     | 0     | 0        | 2     | 1     | 1        | 4           | .667  | 188   | 43.1     | 33       | 6           | 34       | 1     | 0        | 45       | 3     | 0        | 16    | 16       | 3.32     | 1.48    |

- 2021年度シーズン終了時

### 背番号
- 70 （2020年 - 2021年）